# Collège Tibor Liska
 (septembre 2010).
Si vous disposez d'ouvrages ou d'articles de référence ou si vous connaissez des sites web de qualité traitant du thème abordé ici, merci de compléter l'article en donnant les références utiles à sa vérifiabilité et en les liant à la section « Notes et références ».
Le collège d'études supérieures Tibor-Liska (en hongrois : Tibor Liska Szakkollégium) est un collège d'études supérieures hongrois. Cette unité de l'université polytechnique et économique de Budapest (BME) a été créée en 2007.

## Professeurs invités
- Lenke Liska
- Tibor Liska Jr.
- Péter Felcsuti (directeur général de la banque Raiffeisen)
- Jaksity György (directeur général des valeurs mobilières Concorde Limitée)
- Mohai György (directeur général de la bourse de Budapest)
- András Simor (gouverneur de la Banque nationale de Hongrie)
- József Veress (ancien doyen de la faculté d'économie de sciences économiques et sociales)